# Miss Sudáfrica 2023
Miss Sudáfrica 2023 fue la 65.ª edición del concurso Miss Sudáfrica. Se llevó a cabo el 13 de agosto de 2023 en el SunBet Arena en Pretoria. Ndavi Nokeri de Limpopo coronó a Natasha Joubert de Gauteng al final del evento.
Joubert había representado previamente a Sudáfrica en Miss Universo 2020, por lo que su primera finalista, Bryoni Govender, representará al país en Miss Universo 2023.

## Resultados
| Posiciones                                       | Candidata                                                           |
| ------------------------------------------------ | ------------------------------------------------------------------- |
| Miss Sudáfrica 2023                              | - Gauteng - Natasha Joubert                                         |
| Primera finalista (Miss Universo Sudáfrica 2023) | - Gauteng - Bryoni Govender                                         |
| Segunda finalista                                | - Cabo Occidental - Nande Mabala                                    |
| Top 5                                            | - Cabo Oriental - Homba Mazaleni - Cabo Oriental - Melissa Nayimuli |

## Formato
A partir de este año, las 12 mejores candidatas participarán en un reality show llamado Crown Chasers, donde competirán en desafíos que reflejen los valores del Miss Sudáfrica. Cada semana, se eliminará a una candidata y, al final, solo siete candidatas participarán en la noche final.

## Crown Chasers
Los 12 finalistas oficiales que participarían en Crown Chasers fueron anunciadas el 8 de junio. Durante el programa, Lebohang Raputsoe, Lungo Katete, Ané Oosthuysen y Keaoleboga Nkashe fueron eliminadas, mientras que Levern José se retiró de la competencia en medio de denuncias de acoso que resurgieron de excompañeros de clase en Twitter. Las siete finalistas que avanzarían a la final televisada de Miss Sudáfrica 2023 fueron reveladas el 6 de agosto. Una de las candidatas eliminados será votada nuevamente en el programa y será revelada durante la transmisión en vivo.
| Candidata            | Edad | Estado    | Provincia          | Ciudad natal/Residencia | Fin        | Posición    |
| -------------------- | ---- | --------- | ------------------ | ----------------------- | ---------- | ----------- |
| Bryoni Govender      | 27   | Finalista | Gauteng            | Kempton Park            |            |             |
| Natasha Joubert      | 26   | Finalista | Gauteng            | Tshwane                 |            |             |
| Nande Mabala         | 25   | Finalista | Cabo Occidental    | Zwelethemba             |            |             |
| Homba Mazaleni       | 23   | Finalista | Cabo Oriental      | East London             |            |             |
| Melissa Nayimuli     | 27   | Finalista | Cabo Oriental      | Butterworth             |            |             |
| Anke Rothmann        | 23   | Finalista | Cabo Septentrional | Upington                |            |             |
| Jordan van der Vyver | 27   | Finalista | Cabo Occidental    | Durbanville             |            |             |
| Keaoleboga Nkashe    | 27   | Eliminada | Noroeste           | Itsoseng                | Episodio 5 | 8.º lugar   |
| Ané Oosthuysen       | 25   | Eliminada | Gauteng            | Vanderbijlpark          | Episodio 4 | 9.º lugar   |
| Levern José          | 24   | Se retiró | Cabo Septentrional | Kimberley               | Episodio 3 | 10.º lugar  |
| Lungo Katete         | 26   | Eliminada | Gauteng            | Midrand                 | Episodio 2 | 11.ᵉʳ lugar |
| Lebohang Raputsoe    | 24   | Eliminada | Gauteng            | Sharpeville             | Episodio 1 | 12.º lugar  |

### Tabla de eliminación
| Candidata  | Episodio 1 | Episodio 2 | Episodio 3 | Episodio 4 | Episodio 5 |  |
| ---------- | ---------- | ---------- | ---------- | ---------- | ---------- |  |
| Anke       | ALTO       |            | BAJO       | ALTO       | FINAL      |  |
| Bryoni     |            |            | ALTO       |            | FINAL      |  |
| Homba      |            |            |            | GANÓ       | FINAL      |  |
| Jordan     |            | ALTO       |            | BAJO       | FINAL      |  |
| Melissa    | GANÓ       |            | ALTO       |            | FINAL      |  |
| Nande      | BAJO       | ALTO       |            |            | FINAL      |  |
| Natasha    | ALTO       | GANÓ       | GANÓ       | ALTO       | FINAL      |  |
| Keaoleboga |            | BAJO       | BAJO       | BAJO       | FUERA      |  |
| Ané        | BAJO       |            | BAJO       | FUERA      |            |  |
| Levern     |            | BAJO       | ABANDONA   |            |            |  |
| Lungo      |            | FUERA      |            |            |            |  |
| Lebohang   | FUERA      |            |            |            |            |  |

Colores clave:
     La candidata fue elegida por los jueces como la ganadora del episodio.
     La candidata fue incluida por los jueces en el Top 3 del episodio, pero no ganó.
     La candidata pasó al siguiente episodio, pero no estuvo en el Top 3 ni entre las tres últimas.
     La candidata fue incluida por los jueces entre las tres últimas del episodio, pero no fue eliminada.
     La  candidata fue eliminada de la competencia.
     La candidata se retiró de la competencia.
     La candidata fue seleccionada para ser finalista de Miss Sudáfrica 2023.
     La candidata fue elegida por los jueces como la ganadora del episodio y seleccionada para ser finalista de Miss Sudáfrica 2023.
     La candidata fue incluida por los jueces entre las tres últimas del episodio y seleccionada para ser finalista de Miss Sudáfrica 2023.

## Top 30
Los 30 mejores semifinalistas fueron anunciadas el 24 de mayo. Los semifinalistas que no avanzaron al Top 12 fueron:
| Candidata             | Edad | Provincia       | Ciudad natal/Residencia |
| --------------------- | ---- | --------------- | ----------------------- |
| Anelisa Nxele         | 22   | KwaZulu-Natal   | Inanda                  |
| Angie Mkwanazi        | 23   | KwaZulu-Natal   | Durban                  |
| Barbara Moagi         | 22   | Noroeste        | Mahikeng                |
| Carmen Barnard        | 24   | Gauteng         | Mabopane                |
| Hestie Jooste         | 25   | Gauteng         | Pretoria                |
| Karla Pienaar         | 23   | Noroeste        | Hartbeespoort           |
| Khanya Desi           | 22   | Cabo Oriental   | Frankfort               |
| Lerato Maponya        | 26   | Gauteng         | Johannesburgo           |
| Malandi Marais        | 21   | Cabo Occidental | Citrusdal               |
| Mbali Mbalu           | 25   | Cabo Occidental | Mandalay                |
| Michelle Kruger       | 28   | Mpumalanga      | Witbank                 |
| Naledi Mara           | 23   | Limpopo         | Seshego                 |
| Ndyebo Lurayi         | 26   | Gauteng         | Midrand                 |
| Nicole Eksteen        | 28   | Cabo Occidental | Stellenbosch            |
| Oreabetse Molefe      | 23   | Limpopo         | Northam                 |
| Rozelle Bester        | 27   | Estado Libre    | Leribe                  |
| Sibusisiwe Zwane      | 20   | KwaZulu-Natal   | Shelly Beach            |
| Thandolwenkosi Hadebe | 22   | KwaZulu-Natal   | Bergville               |

## Jueces

### Semifinales
- Bokang Montjane-Tshabalala - Miss Sudáfrica 2010[5]
- Nobukhosi Mukwevho - Fundadora de Khosi Nkosi[5]
- Stephanie Weil - Directora ejecutiva de Miss Sudáfrica[5]

### Crown Chasers
Bonang Matheba y Leandie Du Randt sirvieron como jueces en todos los episodios de Crown Chasers, mientras que los jueces invitados aparecieron en cada episodio. 
- Tamaryn Green - juez invitado, episodio 1
- Vanessa Carreira - juez invitado, episodio 2
- Ntandose Mosibi - juez invitado, episodio 3
- Nobukhosi Mukwevho - juez invitado, episodio 4
- Gert-Johan Coetzee - juez invitado, episodio 5
- Koo Govender - juez invitado, episodio 5
- Bokang Montjane - juez invitado, episodio 5

### Final
- Leandie Du Randt - actriz, presentadora, autora y empresaria
- R'Bonney Gabriel - Miss Universo 2022 de Estados Unidos
- Devi Sankaree Govender - periodista televisiva de investigación
- Thuso Mbedu - actriz
- Jo-Ann Strauss - Miss Sudáfrica 2001